# Hoornsmania pyrina
Hoornsmania pyrina är en svampart som beskrevs av Crous 2007. Hoornsmania pyrina ingår i släktet Hoornsmania och familjen Davidiellaceae.   Inga underarter finns listade i Catalogue of Life.